# Tetrafluorbenzeen
Tetrafluorbenzeen is een organische verbinding met als brutoformule C6H2F4. De stof is opgebouwd uit een benzeenring met 4 fluoratomen. Er bestaan 3 isomeren:
- 1,2,3,4-tetrafluorbenzeen
- 1,2,3,5-tetrafluorbenzeen
- 1,2,4,5-tetrafluorbenzeen

Structuurformule van 1,2,3,4-tetrafluorbenzeen
Structuurformule van 1,2,3,5-tetrafluorbenzeen
Structuurformule van 1,2,4,5-tetrafluorbenzeen

Tetrafluorbenzeen · Tetrachloorbenzeen · Tetrabroombenzeen · Tetrajoodbenzeen